# Libuň
Libuň är en ort i Tjeckien.   Den ligger i distriktet Okres Jičín och regionen Hradec Králové, i den centrala delen av landet, 80 km nordost om huvudstaden Prag. Libuň ligger 322 meter över havet och antalet invånare är 730.
Terrängen runt Libuň är platt åt sydväst, men åt nordost är den kuperad. Runt Libuň är det tätbefolkat, med 493 invånare per kvadratkilometer. Närmaste större samhälle är Lomnice nad Popelkou, 6,4 km nordost om Libuň. Trakten runt Libuň består till största delen av jordbruksmark.